# Essobronnen
De Essobronnen (Russisch: Эссовские источники; Essovskië istotsjniki), vroeger ook wel Toengoezenbronnen (Тюгеюенские источники) of Oeksitsjanbronnen (Уксичанские источники) genoemd, zijn een aantal minerale warmwaterbronnen aan de rand van het dorp Esso op het Russische schiereiland Kamtsjatka. De bronnen liggen aan rechterzijde van de kleine rivier Oeksitsjan. De temperatuur van de bronnen kan oplopen tot 65 °C, het debiet bedraagt 7 liter/sec en de hoeveelheid droge stof (mineralisatie) 1,04 gram/liter. Het water bevat sulfaten, calcium en natrium met stikstof als belangrijkste element in de gassamenstelling. Het water wordt vooral gebruikt voor het verwarmen van woonhuizen en kassen in en rond het dorp. In de jaren 1950 werd er echter ook een bad aangelegd voor balneologische doeleinden.